# Духовное собрание мусульман России
Централизованная религиозная организация Духовное собрание мусульман России (ДСМР) — одна из общероссийских религиозных организаций мусульман (муфтиятов) в Российской Федерации. Руководителем с момента создания организации в 2016 году является муфтий Альбир Крганов. Центральный орган управления организации расположен в Москве по адресу: 1-й Крутицкий переулок, дом 5 строение 2.

## История
К 2016 году в России действовали два общероссийских муфтията: Центральное духовное управление мусульман России (Уфа), возглавляемое муфтием Талгатом Таджуддином, а также возглавляемое муфтием Равилем Гайнутдином (Москва) Духовное управление мусульман Российской Федерации вместе с аффилированным с последним Советом муфтиев России. 
В разное время в России предпринимались попытки создать ещё один «общероссийский» муфтият. 30 ноября 2016 года в «Президент-Отеле» города Москвы состоялось учредительное заседание «Духовного собрания мусульман России» с участием гостей из 12 стран, партнёрами нового объединения стали более 10 региональных муфтиятов. Учредителями выступили Духовное управление мусульман Сибири «Омский муфтият», Духовное управление мусульман города Москвы и Центрального региона «Московский муфтият»; Духовное управление мусульман Чувашской Республики. В состав учредителей вошли также ряд местных религиозных организаций мусульман Томской области и Чувашской Республики.
Организация создана на основе Священного Корана и Сунны Пророка Мухаммада, придерживается богословско-правового направления (мазхаба) ученых, последователей имама Агзама Абу-Ханифы и основ акыды Ахлю-Сунна валь-Джама’а, изложенных в трудах имама Абу Мансура аль-Матуриди, а так же опирается  на духовно-канонические принципы и традиции Оренбургского магометанского духовного собрания (созданной по указу Екатерины II в 1788 году).
Единогласно избранному руководителю ДСМР, муфтию Альбиру Крганову были вручены символы — чернильница с пером, посох, чалма. Глава нового общероссийского муфтията — муфтий Альбир Крганов — заявил, что организация не стремится конкурировать с уже существующими духовными организациями, а, напротив, намерен их объединить и стать открытой для всех площадкой для дискуссий. Главу нового общероссийскоо муфтията называют муфтием, «отколовшимся» от Центрального духовного управления мусульман России.
Создание новой структуры вызвало критику, в частности, со стороны Совета муфтиев России.
О Крганове писали, что он известен как религиозный деятель, имеющий ощутимую поддержку в верхних эшелонах власти. Религиовед Андрей Берман утверждает: «Крганов входит в Общественную палату России по президентской квоте, что уже красноречиво говорит о многом. И трудно себе представить, что он по собственной инициативе без всякого согласования пошел в атаку на устоявшиеся организационные структуры. Скорее всего, данный факт свидетельствует о том, что тот же ДУМ уже не справляется со своей миссией, не оказывает должного влияния на настроения молодых мусульман. А те не склонны идти за пастырями преклонного возраста, понятия не имеющими, что такое смартфон».

## Структура
ДСМР объединяет ряд региональных (субъектов России) духовных управлений мусульман (муфтиятов). На 2023 год ДСМР объединяло, в частности: Московский муфтият, Региональное духовное управление мусульман Ханты-Мансийского автономного округа — Югры, Духовное Управление мусульман Кемеровской области, Духовное управление мусульман Сибири, Духовное управление мусульман Чувашской Республики, Духовное управление мусульман города Томска и Томской области, Духовное управление мусульман Свердловской области, Муфтият Республики Дагестан, Духовное управление мусульман Санкт-Петербурга, Байкальский муфтият, Духовное управление мусульман Волгоградской области, Духовное управление мусульман Пензенской области, Мухтасибатское собрание мусульман Московской области, Мусульманская религиозная организация города Новосибирска «Соборная мечеть».

### Совет улемов
- Крганов Альбир Рифкатович — глава ДСМР, муфтий.
- Абдулла Кифах — муфтий, председатель Центрального духовного управления мусульман Волгоградской области (Волгоградский муфтият)
- Турсунбаев Нурулла Турсунбаевич — муфтий, председатель Духовного управления мусульман Томской области.
- Садретдинов Аняс Хамитович — имам-хатыб Духовного управления мусульман г. Москвы и Центрального региона «Московский Муфтият».
- Муниров Рубин Раисович — первый заместитель муфтий Духовного управления мусульман Кемеровской области.
- Ямалетдинов Наиль Агляметдинович — имам-хатыб Духовного управления мусульман Чувашской Республики.

## Позиция
В 2020 году в глава Духовного собрания мусульман России Альбир Крганов заявил, что «межконфессиональные браки возможны», в противовес позиции совета улемов (старейшин) другой организации — Духовное управление мусульман Российской Федерации — заявившей, что браки между мужчинами-мусульманами и женщинами христианками или иудейками недопустимы.
Особенностью ДСМР, в отличие от других общероссийских муфтиятов, является курс на возрождение суфийских традиций ислама в России, что, по мнению отдельных авторов, связано с влиянием дагестанского муфтията на объединение в целом.
В 2022 году Духовное собрание мусульман России поддержало российское вторжение на Украину, мобилизацию в России, а также референдумы на оккупированных территориях Украины

## Ссылка
Официальный сайт ДСМР